# Wolf-Olaf Muszynski

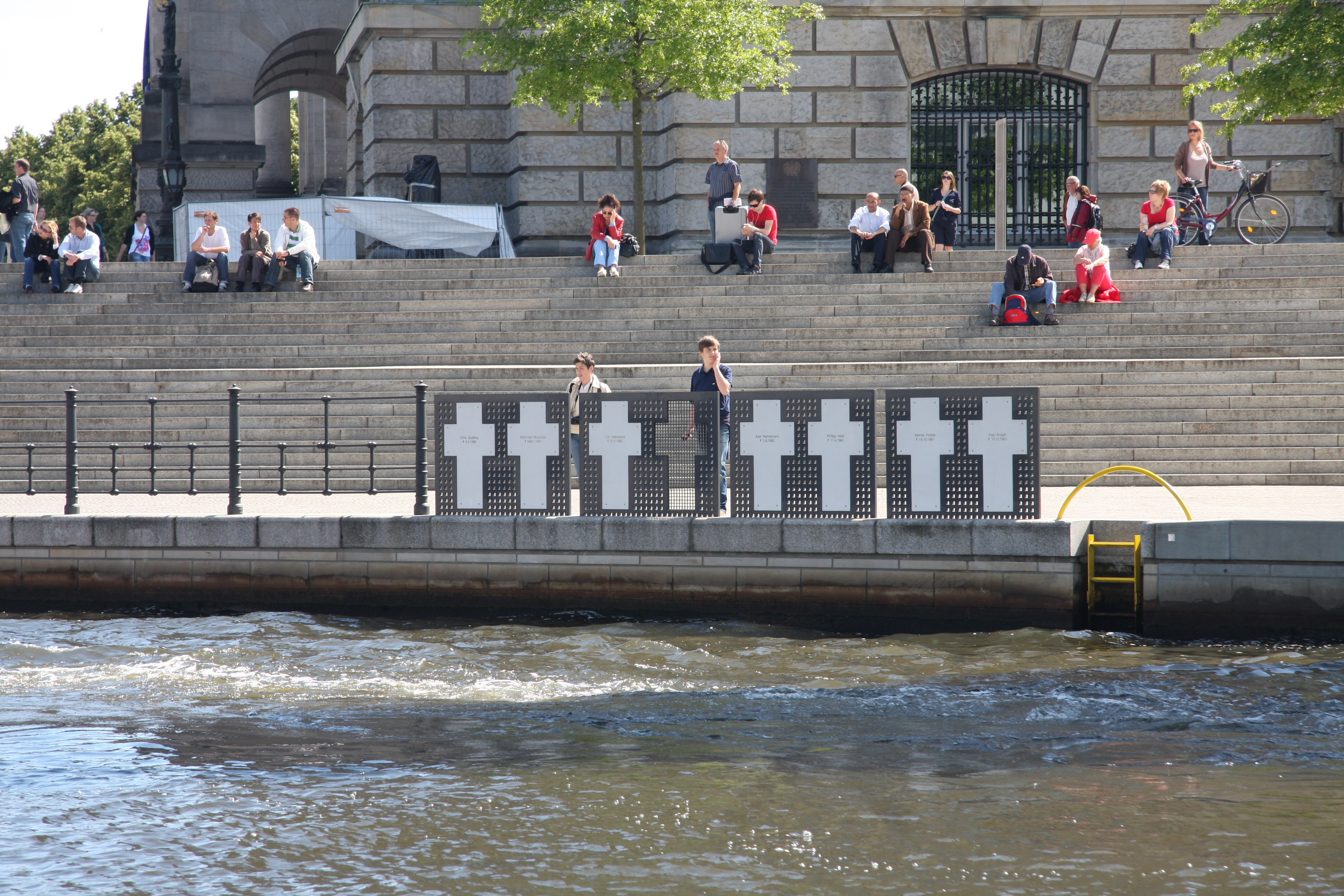
Biały Krzyż na nabrzeżu w pobliżu budynku Reichstagu upamiętniający Wolfa-Olafa Muszynskiego (drugi z lewej)

Wolf-Olaf Muszynski (1 lutego 1947 w Berlinie, zm. między 6 lutego a 1 kwietnia 1963 tamże) – nieletnia ofiara śmiertelna Muru Berlińskiego, zmarła prawdopodobnie podczas próby ucieczki do Berlina Zachodniego.

## Życiorys
16-letni Wolf-Olaf Muszynski wychowywał się i dorastał we wschodnioberlińskiej dzielnicy Friedrichshain. W związku z niespodziewanym zniknięciem 6 lutego 1963 r. uznany został przez rodzinę oraz władze za zaginionego. W przebiegu poszukiwań funkcjonariusze Volkspolizei zwrócili się w połowie marca do władz Berlina Zachodniego z prośbą o potwierdzenie jakiejkolwiek rejestracji jego obecności bądź przybycia na teren tegoż. Choć w związku z napiętymi stosunkami pomiędzy obiema częściami podzielonego miasta przedsięwzięcie niniejsze okazało się niezwykle kłopotliwe, władze wschodnioberlińskie otrzymały odpowiedź bez uzyskania jakiegokolwiek pozytywnego meldunku o pojawieniu się zaginionego w zachodniej części Berlina. Cennym źródłem informacji okazała się natomiast mieszkająca w tejże babka chłopca, która przyznała się do wiedzy o planach ucieczki wnuka.
Zwłoki Wolfa-Olafa Muszynskiego znalezione zostały 1 kwietnia 1963 r. przez mieszkańców na zachodnioberlińskim nabrzeżu Sprewy w pobliżu mostu Oberbaumbrücke. Ofiara miała na sobie kostium płetwonurka. Przeprowadzona sekcja zwłok nie wykazała jakichkolwiek obrażeń zewnętrznych, w związku z czym jako przyczynę śmierci przyjęto utonięcie. W aktach medycyny sądowej ujęto dość długie przebywanie zwłok w wodzie, nie udało ustalić się jednak dokładnej daty zgonu ofiary. Jako że wykluczone zostały wszelkie przesłanki śmierci z winy człowieka, postępowanie w niniejszej sprawie zostało umorzone. Tożsamość zmarłego udało ustalić się dzięki znalezionym przy tymże dokumentach osobistych.
Po upadku Muru Berlińskiego wszczęto owo dochodzenie na nowo, z powodu braku jakichkolwiek nowych przesłanek nie podjęto jednak dalszych kroków, w związku z czym ostatecznie przyjęto wersję o nieszczęśliwym wypadku podczas próby ucieczki. O ofierze przypomina dzisiaj jeden z białych krzyży pamięci na nabrzeżu w pobliżu budynku Reichstagu.